# Diocesi di Hwange
La diocesi di Hwange (in latino Dioecesis Huangensis) è una sede della Chiesa cattolica in Zimbabwe suffraganea dell'arcidiocesi di Bulawayo. Nel 2023 contava 44.000 battezzati su 472.000 abitanti. È retta dal vescovo Raphael Macebo Mabuza Ncube.

## Territorio
La diocesi comprende i distretti di Hwange, Binga e parte di Lupane (a nord del fiume Shabula) nella provincia del Matabeleland Settentrionale in Zimbabwe.
Sede vescovile è la città di Hwange, dove si trova la cattedrale di Sant'Ignazio.
Il territorio è suddiviso in 29 parrocchie.

## Storia
La prefettura apostolica di Wankie fu eretta il 29 giugno 1953 con la bolla Ad Christi religionem di papa Pio XII, ricavandone il territorio dai vicariati apostolici di Bulawayo (oggi arcidiocesi) e di Salisbury (oggi arcidiocesi di Harare). Essa fu affidata alle cure dei missionari dell'Istituto spagnolo di San Francesco Saverio per le missioni estere.
Il 1º marzo 1963 la prefettura apostolica è stata elevata a diocesi con la bolla Mirum Ecclesiae di papa Giovanni XXIII. Originariamente era suffraganea dell'arcidiocesi di Salisbury.
L'8 aprile 1988 ha assunto il nome attuale.
Il 17 giugno 1991 ha ceduto una porzione del suo territorio a vantaggio dell'erezione della diocesi di Gokwe.
Il 10 giugno 1994 è entrata a far parte della provincia ecclesiastica dell'arcidiocesi di Bulawayo.

## Cronotassi dei vescovi
Si omettono i periodi di sede vacante non superiori ai 2 anni o non storicamente accertati.
- Francesco Font Garcia, I.E.M.E. † (19 ottobre 1953 - 12 luglio 1956 dimesso)
- Dominic Ros Arraiza, I.E.M.E. † (19 ottobre 1956 - 1963 dimesso)
- Ignacio Prieto Vega, I.E.M.E. † (1º marzo 1963 - 9 febbraio 1999 ritirato)
- Robert Christopher Ndlovu (9 febbraio 1999 - 10 giugno 2004 nominato arcivescovo di Harare)
  - Sede vacante (2004-2006)
- Alberto Serrano, I.E.M.E. (5 dicembre 2006 - 5 luglio 2021 ritirato)
- Raphael Macebo Mabuza Ncube, dal 5 luglio 2021

## Statistiche
La diocesi nel 2023 su una popolazione di 472.000 persone contava 44.000 battezzati, corrispondenti al 9,3% del totale.
| anno | popolazione | popolazione | popolazione | presbiteri | presbiteri | presbiteri | presbiteri                | diaconi | religiosi | religiosi | parrocchie |
| anno | battezzati  | totale      | %           | numero     | secolari   | regolari   | battezzati per presbitero | diaconi | uomini    | donne     | parrocchie |
| ---- | ----------- | ----------- | ----------- | ---------- | ---------- | ---------- | ------------------------- | ------- | --------- | --------- | ---------- |
| 1970 | 19.400      | 290.000     | 6,7         | 36         |            | 36         | 538                       |         | 36        | 49        | 16         |
| 1980 | 37.588      | 494.000     | 7,6         | 26         | 2          | 24         | 1.445                     |         | 30        | 38        | 17         |
| 1990 | 60.674      | 878.091     | 6,9         | 36         | 12         | 24         | 1.685                     |         | 32        | 64        | 24         |
| 1999 | 33.114      | 313.527     | 10,6        | 27         | 11         | 16         | 1.226                     |         | 23        | 72        | 21         |
| 2000 | 33.784      | 321.365     | 10,5        | 27         | 12         | 15         | 1.251                     |         | 21        | 67        | 21         |
| 2001 | 35.577      | 329.399     | 10,8        | 29         | 13         | 16         | 1.226                     |         | 22        | 60        | 22         |
| 2002 | 37.048      | 317.300     | 11,7        | 30         | 11         | 19         | 1.234                     |         | 23        | 68        | 24         |
| 2003 | 37.770      | 323.780     | 11,7        | 28         | 11         | 17         | 1.348                     |         | 22        | 64        | 24         |
| 2004 | 38.576      | 329.937     | 11,7        | 29         | 13         | 16         | 1.330                     |         | 21        | 60        | 24         |
| 2006 | 41.118      | 343.265     | 12,0        | 31         | 17         | 14         | 1.326                     |         | 17        | 81        | 24         |
| 2007 | 38.175      | 346.697     | 11,0        | 31         | 19         | 12         | 1.231                     | 3       | 16        | 88        | 24         |
| 2013 | 43.000      | 381.900     | 11,3        | 31         | 19         | 12         | 1.387                     |         | 18        | 68        | 23         |
| 2016 | 38.234      | 406.500     | 9,4         | 34         | 21         | 13         | 1.124                     |         | 16        | 64        | 24         |
| 2019 | 41.050      | 433.000     | 9,5         | 36         | 24         | 12         | 1.140                     |         | 14        | 72        | 26         |
| 2021 | 42.638      | 452.350     | 9,4         | 39         | 27         | 12         | 1.093                     |         | 14        | 68        | 26         |
| 2023 | 44.000      | 472.000     | 9,3         | 41         | 32         | 9          | 1.073                     |         | 12        | 66        | 29         |